# Rolf Lemcke
Rolf Lemcke (* 1962 in Ost-Berlin) ist ein ehemaliger deutscher Kinderdarsteller.

## Leben
Rolf Lemcke und sein Bruder Ralf Lemcke waren in dem TV-Mehrteiler Aber Vati! neben Erik S. Klein als Kinderdarsteller tätig. Rolf Lemcke spielte dabei die Rolle des Uwe Mai, während sein Zwillingsbruder Karl-Jörg Mai verkörperte. Die Spitznamen der Zwillinge waren Kulle und Kalle. Im Jahr 1979 drehte das DDR-Fernsehen eine einmalige Fortsetzung.
Rolf Lemcke stand danach nicht wieder als Schauspieler vor der Kamera.

## Filmografie
- 1973/1974: Aber Vati!
- 1979: Aber Vati! – Fünf Jahre danach